# Settimana Internazionale 2009
Die 22. Settimana Internazionale fand vom 24. bis 28. März 2009 statt. Das Radrennen wurde in vier Etappen und zwei Halbetappen über eine Distanz von 782,3 Kilometern ausgetragen.

## Etappen
| Etappe     | Tag      | Start - Ziel                     | km    | Etappensieger      | Führender         |
| ---------- | -------- | -------------------------------- | ----- | ------------------ | ----------------- |
| 1a. Etappe | 24. März | Riccione - Riccione              | 81.2  | Danilo Napolitano  | Danilo Napolitano |
| 1b. Etappe | 24. März | Riccione-Misano Adriatico (MZF)  | 14.3  | ISD                | Oscar Gatto       |
| 2. Etappe  | 25. März | San Lazzaro di Savena - Faenza   | 182,1 | Damiano Cunego     | Giovanni Visconti |
| 3. Etappe  | 26. März | Borgo San Lorenzo - Serramazzoni | 163,4 | Damiano Cunego     | Damiano Cunego    |
| 4. Etappe  | 27. März | Massa Finalese - Finale Emilia   | 162,8 | Jurij Metluschenko | Damiano Cunego    |
| 5. Etappe  | 28. März | Scandiano - Sassuolo             | 178,5 | Cadel Evans        | Damiano Cunego    |